# Železná Breznica
Železná Breznica é um município da Eslováquia, situado no distrito de Zvolen, na região de Banská Bystrica. Tem 19,08 km² de área e sua população em 2018 foi estimada em 540 habitantes.

## Demografia
| Ano:        | 1994 | 2004   | 2014   | 2024 |
| ----------- | ---- | ------ | ------ | ---- |
| Broj ljudi: | 523  | 501    | 543    | 543  |
| Razlika:    |      | -4,20% | +8,38% | +0%  |

| Ano:               | 2023 | 2024   |
| ------------------ | ---- | ------ |
| Número de pessoas: | 533  | 543    |
| Diferença:         |      | +1,87% |